# アダプティブアレイ
アダプティブアレイとは、アレイアンテナの一種で、無線の通信品質を向上させる技術の一つ。
元々は、アメリカで、軍隊での無線通信で使用し始めた軍事技術。通常、無線通信用のアンテナは、ひとつのアンテナが全方位に対して電波を出すが、アレイアンテナでは出力の小さなアンテナを複数並べて設置する。このアンテナから発信される電波は個々のアンテナからの出力の合成波となるが、複数のアンテナから発信される電波の位相（発振タイミング）を調整する事で、合成波の進行方向を制御する仕組み。これにより、特定の方向に電波を指向する事が出来るので、複数の無線基地局の間で電波が干渉するトラブルを回避できるほか、電波の到達距離を伸ばすことも可能である。アメリカのアレイコム社などがアダプティブアレイ対応アンテナを製造しており、ウィルコム（旧・DDIポケット）のPHS基地局で使用されている。ウィルコムPHSでは、アダプティブアレイを使用して通信中の端末機がいる方向に電波を集中的に指向し、感度を向上させるとともに、他のPHS基地局への与干渉を抑えることで品質を向上させる。